# Phare de Mukilteo
Le phare de Mukilteo est un phare situé sur le rivage Possession Sound (Puget Sound) à Mukilteo (Comté de Snohomish), dans l'État de Washington aux États-Unis.
Ce phare est géré par la Garde côtière américaine, et les phares de l'État de Washington sont entretenues par le District 13 de la Garde côtière  basé à Seattle.
Le phare fait partie du Mukilteo Lighthouse Park (en) de la ville de Mukilteo. Il est inscrit au Registre national des lieux historiques depuis le 21 octobre 1977 .

## Histoire
La construction du phare a commencé en 1905, de même conception que le deuxième phare d'Ediz Hook et du phare du cap Arago en Oregon. Il a été construit en bois, tandis que la plupart des autres phares de l'époque étaient construits en brique ou en béton. Le phare est devenu opérationnel en 1906, en utilisant une lentille de Fresnel rotative. En 1927, la lentille d'origine a été remplacée par la lentille de Fresnel fixe de 4e ordre, qui est toujours en usage. Le phare et son signal de brume moderne ont été automatisés en 1979. En 1981, un capteur de brouillard à distance a été installé.
En 2001, l'US Coast Guard a cédé la propriété du phare à la ville de Mukilteo. C'est la pièce maîtresse du Parc du phare de Mukilteo et le phare est ouvert au public. La Mukilteo Historical Society  entretient le phare et ses expositions de musée.

## Description
C'est une tour octogonale, avec galerie et lanterne, de 9 m de haut, sortant d'un bâtiment qui contenait la corne de brume. Elle fut construite en bois et elle est peinte en blanc et le dôme de la lanterne est rouge.
Le feu émet, à une hauteur focale de 10 m, un éclat blanc toutes les 5 secondes. Sa portée n'est pas connue.
Identifiant : ARLHS : USA-517 - Amirauté : G4982 - USCG : 6-18460 .
NGA : 13860.

## caractéristique duFeu maritime
Fréquence : 5 secondes (W)
- Lumière : 0.5 seconde
- Obscurité : 4.5 secondes

|             |
| Puget Sound |

|         |
| La tour |

|          |
| Le phare |

|                     |
| Lentille de Fresnel |

### Lien connexe
- Liste des phares de l'État de Washington